# Idaea placitaria
Idaea placitaria är en fjärilsart som beskrevs av William Schaus 1940. Idaea placitaria ingår i släktet Idaea och familjen mätare. Inga underarter finns listade i Catalogue of Life.